# Hugh N. Kennedy
Hugh Nigel Kennedy, FRSE, FRAS, FBA (22 de octubre de 1947) es un historiador medieval británico, especializado en la historia del Oriente Medio islámico temprano, la España musulmana y las Cruzadas. De 1997 a 2007,  fue catedrático  de Historia Medieval Oriental en la Universidad de St. Andrews. Desde 2007, ha sido Profesor de árabe en SOAS de la Universidad de Londres.

## Formación
Kennedy nació el 22 de octubre de 1947 en Hythe, Kent (Reino Unido). Pasó 1965-6 estudiando en el Centro de Oriente Medio para Estudios árabes en Shemlan en Líbano tras recibir una beca del Ministerio de Asuntos Exteriores británico. De 1966 a 1969,  estudió en la Universidad Pembroke en Cambridge. Estudió árabe y persa para la Parte I del Tripos (consiguiendo un 2:1, es decir, mejor que el 60% de los alumnos pero no que el 70%, e historia para la Parte II (consiguiendo un First, mejor que el 70% de los alumnos). Se graduó por la Universidad de Cambridge con un Bachelor of Arts (BA) en 1969. De 1969 a 1972, fue estudiante de posgrado  en la Facultad de Estudios Orientales de la Universidad de Cambridge. Completó su doctorado (PhD) en 1978 con una tesis doctoral titulada Política y élite política en el Califato Abásida temprano.

## Carrera académica
En 1972, Kennedy se unió a la Universidad de St. Andrews como profesor en Historia Medieval. Fue promovido a profesor titular en 1990. Fue nombrado catedrático  de Historia Medieval Oriental en 1997. Tras ello, ocupó múltiples cargos en la administración académica de St Andrews: vicedecano  de la Escuela de Historia de 1992 a 1998 y decano de la Facultad de Artes de 1995 a 1998.
En 2007, dejó la Universidad de St. Andrew para unirse la Escuela de Estudios Orientales y africanos (SOAS), Universidad de Londres. Esté nombrado Profesor  de árabe en SOAS. Desde enero de 2015 hasta enero de 2018, digió un del SOAS titulado Integración económica y cambio social en el mundo islámico 800-1000 C.E. con financiación del Leverhulme Trust.
Entre sus temas de investigación se encuentran la Historia  del Oriente Medio islámico, Arqueología islámica y la España musulmana.

## Vida personal
Kennedy se casó en 1970 con Hilary Wybar, junto a la que ha tenido cuatro hijos: un niño y tres niñas. Una de sus hijas ha fallecido.

## Honores
En 2000, Kennedy fue elegido socio  de la Sociedad Real de Edimburgo (FRSE). En julio de 2012, fue elegido socio  de la Academia Británica (FBA). Es también  socio de la Sociedad Asiática Real (FRAS).